# A2 (Kasachstan)
Die A2 ist eine wichtige Straße im Straßen- und Autobahnnetz von Kasachstan. Die Straße ist eine Ost-West-Route durch den Südosten des Landes, von der Grenze zu Usbekistan bei Taschkent über Schymkent, Taras und Almaty an die chinesische Grenze bei Horgos. Die Strecke ist 1.197 km lang. Die A2 ist ein Teil des Westeuropa-Westchina-Verkehrskorridors.

## Straßenbeschreibung
Von Taschkent, der Hauptstadt von Usbekistan führt die M39 bis zur Grenze mit Kasachstan. Dort beginnt die A2, die im Abschnitt zwischen der usbekischen Grenze und Schymkent vierspurig ausgebaut ist und durch landwirtschaftlich genutztes Gebiet führt. Die Stadt Schymkent wird in einem Bogen nördlich umfahren, dieses Teilstück ist ein mehrspurig ausgebaut. Die A2 führt dann über eine kurvenreiche Strecke Richtung Osten und verläuft parallel zur Grenze zu Usbekistan und Kirgisistan bis zur Stadt Taras. Von Taras aus ist die Strecke wieder autobahnähnlich mit jeweils zwei Fahrspuren ausgebaut, sie führt weiter ostwärts, südlich der Straße befindet sich das kirgisische Gebirge. Die Route führt weiter durch die Steppe und macht einen Bogen um den Grenzverlauf zu Kirgisistan. Dieser Teil ist lediglich zweispurig ausgebaut. Die Straße führt weiter nach Blagoweschtschenka, von wo aus es weiter nach Almaty, der ehemaligen Hauptstadt Kasachstans geht. Das Teilstück von Usynaghasch nach Almaty ist wieder vierspurig ausgebaut.
Die A2 führt als Umfahrung um Almaty, der größten Stadt Kasachstans, herum und führt weiter ostwärts; südlich liegt das Tian Shan, ein Gebirge das zum UNESCO-Weltnaturerbe zählt. Im Norden liegt der Qapschaghai-Stausee. Die Route führt von Kokpek nach Shonzy und dann nach Norden durch die Steppe. Von Koktal geht es dann nach Osten an die chinesische Grenze. Im Dorf Horgos führt sie über Grenze, auf der chinesischen Seite wird sie als Lianhuo Expressway weitergeführt, die Route geht ostwärts nach Ürümqi im östlichen China.

## Geschichte
Die A2 war von der usbekischen Grenze bis Almaty ursprünglich als M39 nummeriert, mit der sie auch auf der usbekischen Seite geführt wird. Dies ist die ehemalige sowjetische Nummerierung. Östlich von Almaty hatte die Strecke mehrere A-Nummern, nämlich A351 zwischen Almaty und Kokpek, A352 zwischen Kokpek und Shonzy sowie A353 zwischen Koktal und der chinesischen Grenze. Im Jahr 2011 wurden sie Teil der A2, als 20 Jahre nach der Unabhängigkeit von der Sowjetunion das kasachische Straßensystem neu nummeriert wurde.
Die A2 ist seit jeher eine der wichtigsten Straßen in Zentralasien, vor allem der Teil zwischen Taschkent und Almaty. Diese Straße führte ursprünglich nach Bischkek, der Hauptstadt Kirgisistans. Um jedoch unnötige Grenzkontrollen zu verhindern, wurde sie entlang der kirgisischen Grenze neugebaut.
Die A2 bildet zwischen Schymkent und der Grenze mit China einen Teil der neuen Verkehrsachse von China nach Europa. Seit 2009 wird dieser Teil durch den Neubau als Autobahn ausgebessert. Am 29. Oktober 2012 eröffneten die ersten 41 km zwischen Taras und Kulan. Am 16. Dezember 2012 eröffnete eine 36 km lange vierspurige Strecke, die das Territorium von Kirgisien bei Bischkek umfährt.

## Zukunft
Es ist beabsichtigt, die komplette A2 autobahnähnlich auszubauen. Seit 2009 ist ein 90 km langer Abschnitt zwischen Taras und Qulan im Bau, von dem die ersten 41 km bei Qulan eröffnet sind.

## Großstädte entlang der Strecke
- Schymkent
- Taras
- Almaty
- Horgos